# Nikolai Makarov
Nikolai Georgievich Makarov (em russo:  Николай Георгиевич Макаров; janeiro de 1955) é um matemático russo, especialista em análise harmônica.
Estudou na Universidade Estatal de São Petersburgo, onde graduou-se em 1982 e um doutorado (Candidato de Ciências) em 1986, orientado por Nikolai Nikolski, com a tese Metric properties of harmonic measure.
Foi palestrante convidado do Congresso Internacional de Matemáticos em Berkely (1986). Recebeu o Prêmio Salem de 1986. É desde a década de 1990 professor do Instituto de Tecnologia da Califórnia (Caltech).
Dentre seus doutorandos consta o matemático que recebeu a Medalha Fields Stanislav Smirnov.

## Publicações selecionadas
- Probability methods in the theory of conformal mappings, Algebra i Analiz, 1:1 (1989), pp. 3–59; English version: Leningrad Mathematical Journal, 1990, 1:1, 1–56
- Fine structure of harmonic measure, St. Petersburg Math. J. 10 (1999), 217–268
- com S. Smirnov: On thermodynamics of rational maps, I. Negative spectrum, Comm. Math. Phys. 211 (2000), 705–743 doi:10.1007/s002200050833
- com S. Smirnov: On thermodynamics of rational maps, II. Non-recurrent maps, J. London Math. Soc. 67 (2003), 417-–32 doi:10.1112/S0024610702003964
- com Lennart Carleson: Aggregation in the plane and Loewner's equation, Comm. Math. Phys. 216 (2001), 583–607 doi:10.1007/s002200000340
- com Lennart Carleson:  Laplacian path models, J. Analyse Math. 87 (2002), 103–150 doi:10.1007/BF02868471
- com I. Binder and S. Smirnov: Harmonic measure and polynomial Julia sets, Duke Math. J. 117 (2003), 343–365 doi:10.1215/S0012-7094-03-11725-1
- Seung-Yeop Lee: Topology of quadrature domains, Journal of the American Mathematical Society 29, no. 2 (2016): 333–369 arXiv.org preprint